# بزنغة
بَزَنْغَة جنس نجم البحر في فصيلة البزنغيَّات. توجد أنواع في هذا الجنس في المقام الأول في موائل أعماق البحار . أعطانها لجج بحار المناطق الباردة. أجسامها كبيرة مستطيلة الجرامز. جميلة الألوان الزاهية يكثر فيها البرتقالي.